# Беко, Жильбер
Жильбе́р Беко́ (фр. Gilbert Bécaud, его настоящее имя Франсуа́ Жильбе́р Сийи́, фр. François Gilbert Silly, 24 октября 1927, Тулон — 18 декабря 2001, Булонь-Бийанкур) — французский шансонье, композитор, пианист и актёр.

## Биография
Франсуа Жильбер Сийи родился на побережье Средиземного моря, в Тулоне, 24 октября 1927 года. Его отец оставил семью, не оформляя развод, когда Франсуа был ещё совсем маленьким. Из-за этого мать певца, которую все в семье называли Мамико, не могла оформить брак со своим новым спутником, Луи Беко, которого Франсуа, его брат Жан и сестра Одетта считали отцом с самого раннего детства.
Франсуа интересовался музыкой с юных лет, в частности, фортепиано, достаточно быстро научившись виртуозно играть. В девять лет он поступил в консерваторию Ниццы, где оставался до тех пор, пока семья не покинула Тулон во время войны, в 1942 году. Мать Франсуа желала дать все шансы своему сыну для того, чтобы он занимался искусством в наилучших условиях. В 1943 году семья перебралась в Альбервилль (в Савуа) под воздействием Жана, старшего брата. Он был тогда членом Сопротивления в Веркоре, и будущий шансонье присоединился к нему через некоторое время.
По окончании войны, будучи 18-летним юношей, Франсуа Жильбер Сийи перебрался в Париж, в надежде скоро стать популярным. Франсуа было двадцать лет, когда он заключил несколько контрактов в барах и кабаках в качестве пианиста. Он начинал сочинять музыку для фильмов под псевдонимом Франсуа Беко, взяв фамилию отчима. SACEM (Общество авторов, композиторов и издателей музыки) впервые зарегистрировало его имя в 1947 году. Затем он начал заниматься песенным творчеством, чему способствовала его встреча с Морисом Видаленом. В 1948 году Франсуа сочинил песни для популярной исполнительницы Мари Бизе, которая представила ему молодого соавтора, Пьера Деланоэ. Видален и Деланоэ стали близкими друзьями Беко, и вместе они написали много знаменитых песен.

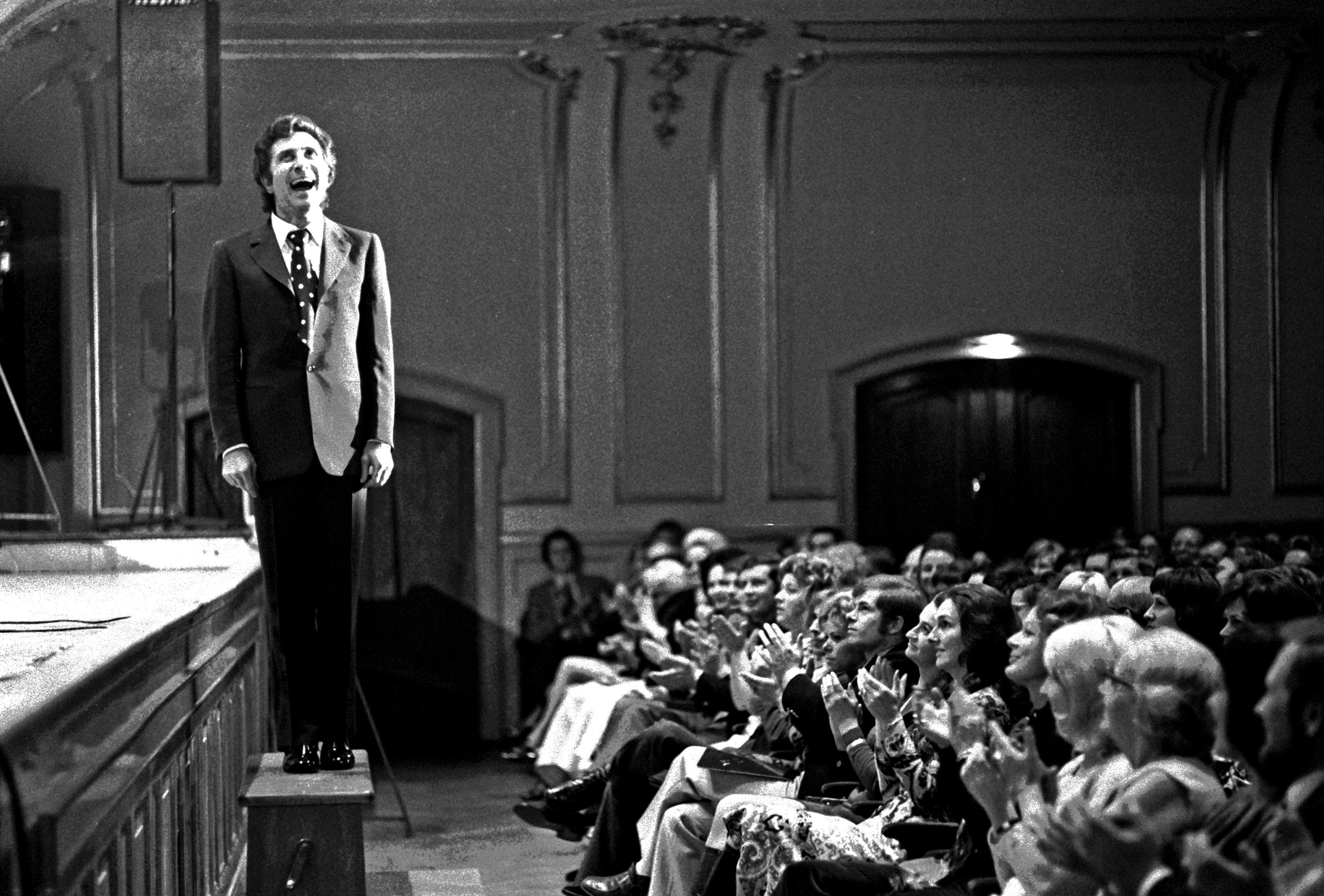
Выступление в Гамбурге (1971)

В 1950 году, благодаря Мари Бизе, Беко встретил Жака Пиллса, модного в то время певца. Беко стал его аккомпаниатором, и вместе они совершают несколько триумфальных поездок, в частности, в США. Именно там они познакомились с Эдит Пиаф, для которой оба мечтали писать. Тогда они предложили ей песню Je t’ai dans la peau, которая очень понравилась певице. Некоторое время спустя Жак Пиллс стал супругом Эдит Пиаф. Сотрудничество с Пиллсом прервалось, но Беко стал режиссёром Пиаф.
В 1952 году Франсуа Сийи окончательно взял имя Жильбер Беко. В это же время он приобрёл некоторые привычки, с которыми больше не расставался никогда. Например, галстук в горошек, без которого он практически никогда не поднимался на сцену.
Постоянно сотрудничая с Морисом Видаленом и Пьером Деланоэ, искал новых авторов для своего репертуара. Так он встретился с мелким чиновником и, по совместительству, поэтом Луи Амадом, который создал для Жильбера ряд песен. В 1952 году Жильбер Беко встретил молодого Шарля Азнавура, который в то время плодотворно сотрудничал с Пиаф. Азнавур уже имел большой сценический опыт, выступая на театральных подмостках с 1933 года, но только начинал сольную карьеру певца, потому считался таким же дебютантом, как и Беко. Два молодых артиста начали сочинять вместе (песни Viens, Terre Nouvelle и другие), и, даже после взлёта и расхождения их триумфальных карьер, они ещё много раз встречались для эпизодического сотрудничества.
В том же году женился на Моник Николя, а через год у них родился сын Ги. Отныне для Беко всё происходит очень быстро, у него есть все предпосылки для успеха: его талант композитора, яркие авторы текстов и прочный сценический опыт, приобретённый за время гастрольных поездок с Жаком Пиллсом.
2 февраля 1953 года записал две свои первые песни, Mes mains, на слова Деланоэ, и Les Croix на слова Амада. Его сын Ги родился в тот же самый день. Успех первых записей побудил владельца «Олимпии» Бруно Кокатрикса, возродившего это заведение после долгих лет упадка, пригласить певца одним из первых, предприимчивый бизнесмен даже собирался украсить именем Беко самую первую афишу в феврале 1954 года. Беко в то время был не более чем «американской звездой» (то есть артистом, открывающим второе отделение концерта). Но когда 17 февраля 1955 года он поднялся на сцену «Олимпии» в качестве звезды, его ждал успех. В этот раз был знаменитый сеанс, во время которого четыре тысячи молодых людей, возбуждённых артистической энергией Жильбера Беко, разломали часть зала — достаточно неожиданное событие в ту эпоху. Печать широко разнесла эти факты, и он получил прозвища «Господин Динамит», «Атомный гриб» и самое знаменитое — «Месье 100000 вольт».

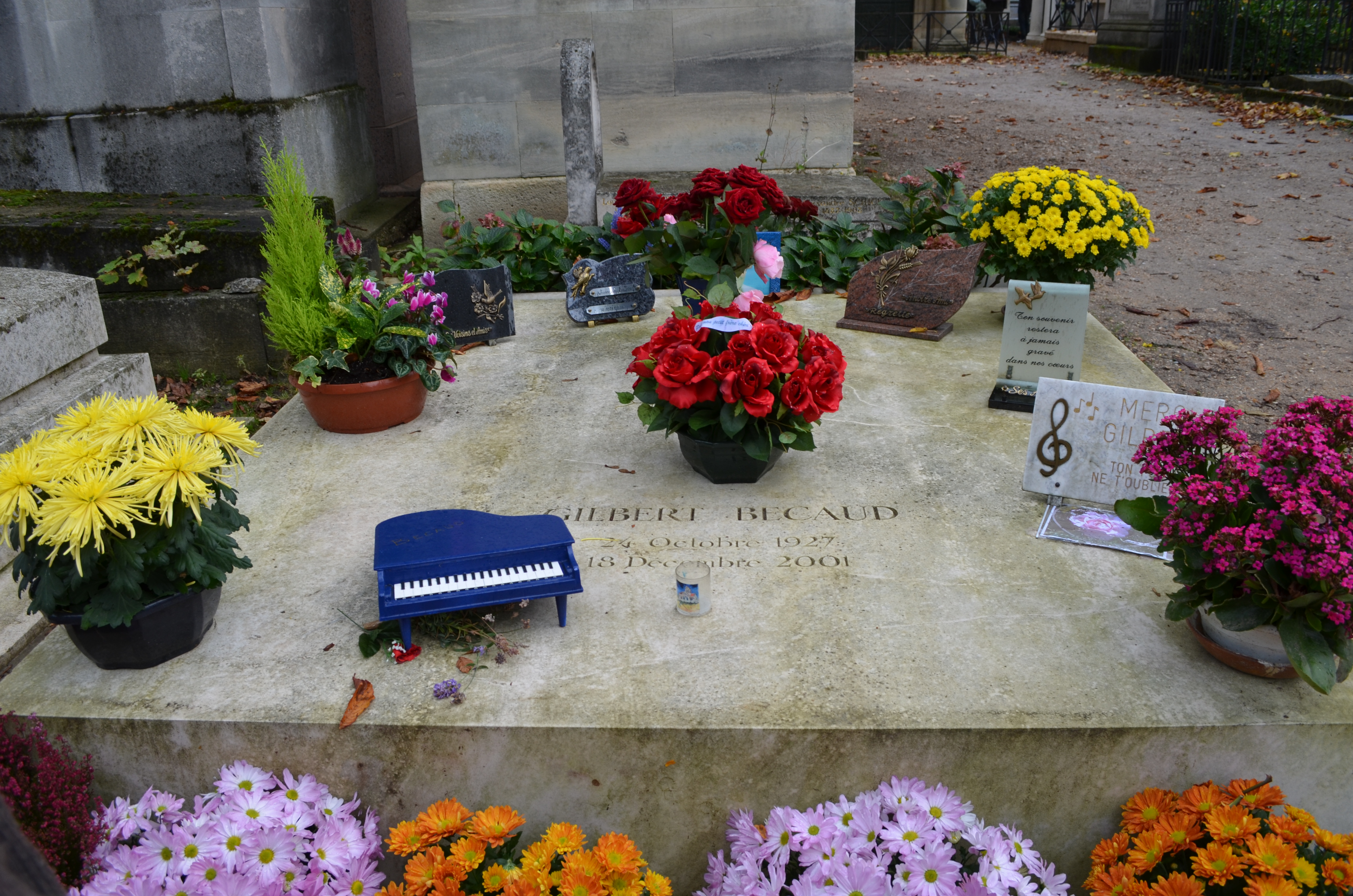
Могила Ж. Беко на Пер-Лашез

33 раза выступал на сцене «Олимпии», где и получил своё прозвище «Месье 100000 вольт». Он оставил образ электризованного человека, всё время находящегося в движении. Его галстук в горошек, около 400 песен и рука около уха во время концертов — вот образы, связанные с ним.

## Избранные песни
- «Натали» (фр. Nathalie) — 1964, стихи: Пьер Деланоэ, музыка: Жильбер Беко[1][2]

## Фильмография
Документальное кино
- 1969 — Франция, песня (СССР, реж. Юрий Альдохин)
- 2016 — Беко, мой отец / Bécaud, mon père (реж. Мари-Франс Бриер[фр.])

Игровое кино
- 1947 — Красная ярмарка[фр.] — пианист (нет в титрах)
- 1954 — Бум в Париже[фр.] — эпизод (нет в титрах)
- 1956 — Страна, откуда я родом[фр.] — Эрик Персеваль / Жюльен Баррер
- 1957 — Кабаре «Казино де Пари»[фр.] — Жак Мерваль
- 1958 — Хрустящая туфелька[фр.] — Бернар Вильерс
- 1962 — Автостоп[фр.] — пилот Air France
- 1973 — Свободный человек[англ.] — Анри Лефевр
- 1995 — Комиссар Наварро (сериал; эпизод «Форт Наварро») — Саркис